# سام (أغنية)
«سام» أو «توكسيك» (بالإنجليزية: Toxic) هي أغنية للمغنية الأمريكية بريتني سبيرز، من ألبومها الرابع «إن ذا زون». صدرت الأغنية كثاني أغنية منفردة من الألبوم بتاريخ 13 يناير، 2004 بواسطة تسجيلات جايف.
بعد محاولة الإختيار بين أغنية «(آي جات ذات) بوم بوم» وأغنية «آوتريجس» لتكون الأغنية المنفردة الثانية من الألبوم، وقع الإختيار على أغنية «توكسيك». «توكسيك» هي أغنية راقصة مع مزيج من موسيقى البانغرا. وتحتوي على مقاطع مأداة بالطبل، السنثسيزر والغيتار الكهربائي. وكلماتها ترسم تشبيهاً مجازياً عن الحب الذي يصل تأثيره للتخدير والإدمان.
إستقبلت الأغنية إشادة من النقاد وقالوا أنها أقوى أغنية في الألبوم. «توكسيك» أفازت سبيرز بأول جائزة غرامي لها (والوحيدة) في عام 2005 كأفضل أغنية راقصة. وإستقبلت نجاحاً عالمياً ووصلت قوائم توب 5 في 15 دولة، وتصدرت قوائم أستراليا، كندا، هنغاريا، أيرلندا، النرويج والمملكة المتحدة، وفي الولايات المتحدة أصبحت رابع أغنية منفردة لها تصل قوائم توب 10 في أمريكا بالبيلبورد.
في الفيديو تظهر سبيرز كعميلة سرية في فرقة البحث عن قارورة سائل أخضر، وبعد العثور عليها تدخل شقة وتسمم حبيبها الغير مخلص. ويحتوي الفيديو مشاهد لسبيرز عارية ومرصعة بالألماس على جسدها.
غنت سبيرز الأغنية في عدد من الإطلالات المباشرة وعدد من جولاتها الغنائية، منهم «السيرك بطولة بريتني سبيرز» و «جولة فيم فيتال (المرأة الخطرة)», وظهرت الأغنية في عدة أفلام ومسلسلات وبرامج. وقد أُدرجت الأغنية ضمن قائمة مجلة الرولينغ ستونز: أفضل أغاني في العقد.